# Schwere Kompanie
Die schwere Kompanie ist die Panzerabwehr- und Feuerunterstützungskompanie eines Infanteriebataillons der Fallschirmjäger, Gebirgsjäger und Jägertruppe in der Bundeswehr.

## Auftrag
Die schwere Kompanie unterstützt die (leichten) Infanteriekompanien mit Steilfeuer, weitreichenden Panzerabwehrwaffen, Feuer der 20-mm-Maschinenkanonen sowie mit Aufklärungsmitteln des Aufklärungszuges. Als einziger Jägerverband verfügt das Jägerbataillon 291 der Deutsch-Französischen Brigade über keine schwere Kompanie.
In der Panzerabwehr können die schweren Kompanien – je nach Ausstattung und Motorisierung – den Kampf gegen gepanzerte Feindkräfte in der Verzögerung und Verteidigung, nicht jedoch im Angriff führen. In der Feuerunterstützung verstärkt sie die Jägerkompanien des Bataillons mit „schwerem“ Feuer flankierend in der Verteidigung, aber auch im Angriff gegen feindliche Infanterie, auch und besonders um Feldstellungen durch Wiesel mit  MK 20 Rh 202 und durch das Feuer der Mörser mit Sprengsplitter und vor allem Nebel.
Neben den Artilleriebataillonen verfügen auch die schweren Jäger- (5./1, 5./292, 5./91, 5./413), schweren Fallschirmjäger- (7./26, 7./31) und die schweren Gebirgsjägerkompanien (5./231, 5./232, 5./233) über Joint Fire Support Teams, als Streitkräftegemeinsame Taktische Feuerunterstützung (STF) oder auch Joint Fire.
Bis zur Heeresstruktur V bestanden diese schweren Kompanien auch in der damals noch zur Infanterie gehörenden Panzergrenadiertruppe. Dort aus einem Mörserzug (M113 Panzermörser 120 mm) und einem Panzerjägerzug HOT oder TOW Jaguar, die jedoch aufgelöst wurden. Die Unterstützung durch indirektes Feuer wird heute durch die Artillerietruppe übernommen, während die Panzerabwehr vor allem durch das System MELLS auf dem Marder 1A5 und 1A5A1 bzw. Puma erfolgt.

## Gliederung
- Kompanieführungsgruppe
- Aufklärungszug (vormals nur Aufklärungs- und Erkundungszug in der Stabs- und Versorgungskompanie; nicht in den schweren Kompanien der Fallschirmjäger, dort gibt es zwei separate Luftlandeaufklärungskompanien auf Brigadeebene)
- Feuerunterstützungszug mit einem Joint Fire Support Coordination Team (JFSCT) und mehreren Joint Fire Support Teams (JFST) für die Streitkräftegemeinsame Taktische Feuerunterstützung (STF).
- Mörserzug mit 8 × 120-mm-Mörser; bei drei Jägerbataillonen und den Gebirgsjägern auf Mannschaftstransportwagen M113, bei den Fallschirmjägern sowie dem Jägerbataillon 1 auf Wolf-Geländewagen SSA
- Panzerabwehrzug (6 × Wiesel 1 TOW mit Panzerabwehrlenkwaffen) (ab 2022 mit MELLS)
- Kampfunterstützungszug (6 × Wiesel 1 MK mit 20-mm-Maschinenkanone Rheinmetall Rh 202;
  - in den zwei schweren Kompanien der Fallschirmjäger je 3 Züge à 6 Wiesel 1 MK)

Bis Mitte der 2020er Jahre sollen die schweren Kompanien der Fallschirmjäger umgegliedert werden und neben einem 4. JFST und der ergänzenden Einführung von 60 mm Mörsern vor allem wieder einen Aufklärungszug inkl. Drohnetrupps erhalten. Gleichzeitig sollen die Munitionstrupps in den Panzerabwehr- und Kampfunterstützungszügen entfallen.
In früheren Heeresstrukturen waren der schweren Fallschirmjägerkompanie unterstellt:
- zwei Panzerabwehrzüge TOW Kraka nachfolgend Wiesel bis Heeresstruktur 5
- Feldkanonenzug Kraka mit 20-mm-Maschinenkanonen Rheinmetall Rh 202
- Mörserzug

Die Mörser waren zeitweilig auf Brigadeebene in einer selbständigen Luftlande-Mörserkompanie zusammengefasst und sollten die nicht aufgestellte Brigadeartillerie ersetzen, da die Artillerietruppe es durch den Fokus auf die mechanisierte Gefechtsführung immer vermieden hatte, eine auf die Jägertruppe ausgerichtete Feuerunterstützung durch Artillerie aufzustellen bzw. diese durch Feldartillerie der Divisions- und zeitweilig Korpsartillerieregimenter erfolgen sollte.

## Historisches, andere Staaten

### Bis Ende des Ersten Weltkrieges
Seit 1813 bis zum Beginn des Ersten Weltkrieges war die Infanterie einer Division in zwei Brigaden, jede dieser Brigaden in zwei Regimenter, jedes Regiment in drei Bataillone geteilt.
Jedes Bataillon hatte vier Kompanien, dazu einen Stab, bestehend aus Bataillonskommandeur, seinem Adjutanten (Leutnant) und einem weiteren Leutnant als Verpflegungsoffizier, dazu zwei Ärzten, einem Zahlmeister, vier Unteroffizieren (Schreiber, Bataillonstambour, 2 Train-Unteroffiziere), zehn Mannschaften, 18 Pferden, je einem Pack-, Lebensmittel- und Sanitätswagen. Seit 1912 hatte jedes Infanterieregiment als 13. Kompanie eine Maschinengewehr-Kompanie (MGK). Im Laufe des Krieges wurden die Maschinengewehre erheblich vermehrt, sodass ab 1916 jedes Bataillon als 5. Kompanie eine MGK zu zunächst 6, später 9 und schließlich 12 MG erhielt. Diese MGK waren die Urzellen der späteren „schweren“ Kompanien. Gleichzeitig wurden auch die Stäbe vergrößert, sie erhielten zur besseren Führung eine Nachrichtenstaffel. Im September 1918 wurde eine Infanteriekompanie je Bataillon aufgelöst, die Bataillone bestanden jetzt aus Stab, drei Infanterie-Kompanien und einer MGK.

### Reichswehr und Wehrmacht
Die Infanterieregimenter der Reichswehr behielten diese Gliederung bei, nach Schaffung der Wehrmacht wurde Ende der 1930er Jahre die MGK um einen Granatwerferzug zu sechs Granatwerfer 34 erweitert. Während des Zweiten Weltkrieges kam in manchen Fällen noch ein Zug zu zwei 7,5-cm-leichtes Infanteriegeschütz 18 und/oder ein Panzerjäger- oder Pionierzug hinzu.
Ebenso mussten insbesondere bei motorisierten Einheiten Werkstattzüge in das Bataillon eingegliedert werden. Zusammen mit anderen Versorgungs- und Nachschubelementen des Bataillons bildeten sie den „Bataillonstroß“.

### Bundeswehr
Als 1956 die Bundeswehr aufgestellt wurde, fasste man den Bataillonsstab und die Versorgungsteile des Bataillons zu einer „Stabs- und Versorgungskompanie“, heute Versorgungs- und Unterstützungskompanie genannt, zusammen, sie ist immer die erste Kompanie. Des Weiteren erhielt jedes Infanterie-/ Jäger-/ Panzergrenadier-Bataillon drei Kampfkompanien (wie schon bei der Wehrmacht) als zweite bis vierte Kompanie. Die fünfte Kompanie war und ist immer die schwere Kompanie, die – je nach Auftrag und politischem Willen – einen Granatwerferzug (jetzt Mörserzug genannt), einen Panzerabwehr-, einen Pionier- und/oder einen Fliegerabwehrzug und sonstige in Zugstärke einsetzbare schwere Waffen enthielt oder enthält.

### Andere Armeen
In eigentlich allen anderen Armeen der Welt verlief die Entwicklung parallel. Allenthalben besteht ein Infanterie-Bataillon heute aus
- Führungselement mit Nachrichtenkomponente
- Versorgungselement: zuständig für Verpflegung, Versorgung, Instandsetzung, Abschub von Schadmaterial, Pflege und Zurückschaffung von Verwundeten
- meist drei (selten zwei oder vier) Kampfkompanien
- einer schweren Kompanie, bestehend aus Aufklärungs-/, Mörser-/, Panzerabwehr-/, Fliegerabwehr-/ und/oder  Pionier-Teileinheiten.